# Géographie de la République dominicaine
Située dans les Antilles, la République dominicaine occupe 48 730 km2 soit les deux tiers de l'île d'Hispaniola, qu'elle partage avec Haïti à l'ouest.
Sa côte Nord est bordée par l'océan Atlantique et sa côte Sud par la mer des Caraïbes. Elle est séparée de Porto Rico à l'Est par le canal de la Mona.

## Administration
Le pays compte trente-et-une provinces et un district national.
Le fort ressac et le bon vent en font la destination privilégiée des planchistes. Les eaux turquoise, les grandes plages de sable blond bordées de cocotiers et les nombreux hôtels à forfait à prix raisonnable favorisent le tourisme.

## Géographie physique
Autour du plus haut sommet des Caraïbes, le pic Duarte (3 098 mètres), dans la cordillère centrale, des expéditions au milieu d'une jungle luxuriante donnent accès notamment au rafting sur la rivière Yaque del Norte.
Outre le Pico Duarte, la Pelona (3 076 mètres), la loma Rucilla (3 029 mètres) et le pic del Yaque (2 955 mètres) figurent parmi les cimes les plus élevées de la cordillère centrale, qui occupe le centre du pays.
Au Sud-Ouest, le lac Enriquillo salé, dont la surface se trouve à 44 mètres au-dessous du niveau de la mer est le point le plus bas du pays.
L'extrémité orientale est constituée par une presqu'île large et basse et au Sud s'étendent de larges plaines, propices à la culture de la canne à sucre.
L'île de Saona, au Sud-Est, reliée au pays par une lagune peu profonde, est la principale île de la république Dominicaine.
Le plus long fleuve est le Yaque del Norte (296 kilomètres), baptisé par Christophe Colomb rio de Oro à cause de la présence de sables aurifères. Le rio Yuna (210 kilomètres) et le Yaque del Sur (209 kilomètres) ont également une longueur de plus de 200 kilomètres.
La République Dominicaine dispose de 16 parcs nationaux, qui couvrent 10 % du territoire. Parmi eux, Los Haïtises sur la côte nord à côté de la presqu'île de Samaná. Composé de vallons et d'îlots insérés dans une mangrove, il compte des centaines de grottes calcaires dont certaines sont couvertes de dessins rupestres laissés par les Tainos. Il est composé d'un tapis de mamelons karstiques modelés par les ruissellements souterrains. Cette zone généralement impraticable est une des curiosités géologiques de cette partie de l'île, qui est balafrée par 4 chaînes montagneuses.

## Climat
Le pays jouit d'un climat tropical influencé par les alizés.
Le territoire dominicain se trouve dans la zone parcourue par des cyclones tropicaux. De juillet à décembre, il est exposé à de violents ouragans dont le nom vient du mot indien local Huracan.